# GFAJ-1
GFAJ-1 är en stavformig extremofil bakterie i familjen Halomonadaceae som när det är brist på fosfor istället kan binda det för andra organismer ovanligt giftiga ämnet arsenik i dess DNA. Upptäckten ger tyngd åt teorin att utomjordiskt liv kan ha en annan kemisk uppbyggnad än livet på Jorden. Den upptäcktes av biokemisten Felisa Wolfe-Simon i sediment från den salt- och arsenikrika sjön Mono Lake i Kalifornien.
GFAJ-1 tillhör troligen familjen Halomonadaceae, där det finns andra bakterier som också tål höga halter av salt och arsenik. GFAJ-1 utmärker sig dock genom att den kan ta upp arsenik i stället för fosfor, binda det till sitt DNA och fortsätta att växa. I laboratorieodlingar med arseniklösning växer GFAJ-1 ungefär 40 % långsammare än med fosfatlösning. Genom att använda radioaktiv arsenik har forskare kunnat spåra arseniken till proteiner, lipider, adenosintrifosfat, glukos och nukleinsyror. Upptäckten av GFAJ-1 presenterades för världen den 2 december 2010. Den ger stöd åt teorin att utomjordiskt liv kan ha en radikalt annorlunda kemisk uppbyggnad.

## Upptäckt

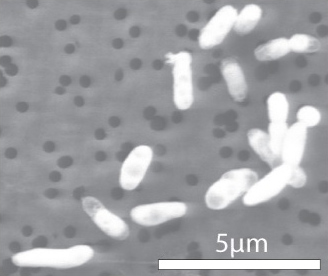
GFAJ-1 odlad i fosforlösning.

Mikroorganismen upptäcktes och odlades av geomikrobiologen Felisa Wolfe-Simon, som är en astrobiologisk NASA-arbetare vid USGS i Menlo Park i Kalifornien. Organismen isolerades och odlades från och med 2009 från sediment som hon och hennes kollegor hade samlat längs sjön Mono Lakes strand i Kalifornien. Mono Lake är en väldigt salt och alkalisk sjö. Den har även en av de högsta naturliga koncentrationerna av arsenik i världen (200 μM). Upptäckten publicerades den 2 december 2010.
GFAJ-1 placeras taxonomiskt bland andra saltälskande bakterier i familjen Halomonadaceae. Många av dessa bakterier är kända för att tåla höga nivåer av arsenik, men GFAJ-1 kan gå ett steg längre. När bakterien inte kan få tag på mer fosfor, kan den istället använda arsenik i sin matsmältning och makromolekyler och fortsätta växa.
Ett fosforfritt odlingsmedium som innehöll 3,1 (± 0.3) μM av  fosfat användes, från orenheter i reagens, såväl som 40 mM arsenat. Utelämnande av både arsenik och fosfor förstörde cellväxten. Fosforinnehållet i de fosforsvultna bakterierna var enbart 0,019 (± 0,001) % i torr vikt, en trettiondedel av det när den odlades i fosfat (1,5 mM utan arsenat), och omkring en hundradel av de flesta vanliga bakterier. Fosforinnehållet var även bara omkring en femtedel av cellernas arsenikinnehåll (0,19 ± 0,25 %). När bakterierna odlades i arsenatlösningen växte GFAJ-1 bara 60% så fort som de gjorde när de odlades i fosfatlösningen. De fosfatsvultna bakterierna hade en intracellulär volym som var 1,5 gånger större än den normala. Den större volymen verkade associeras med förekomsten av stora vakuoler.

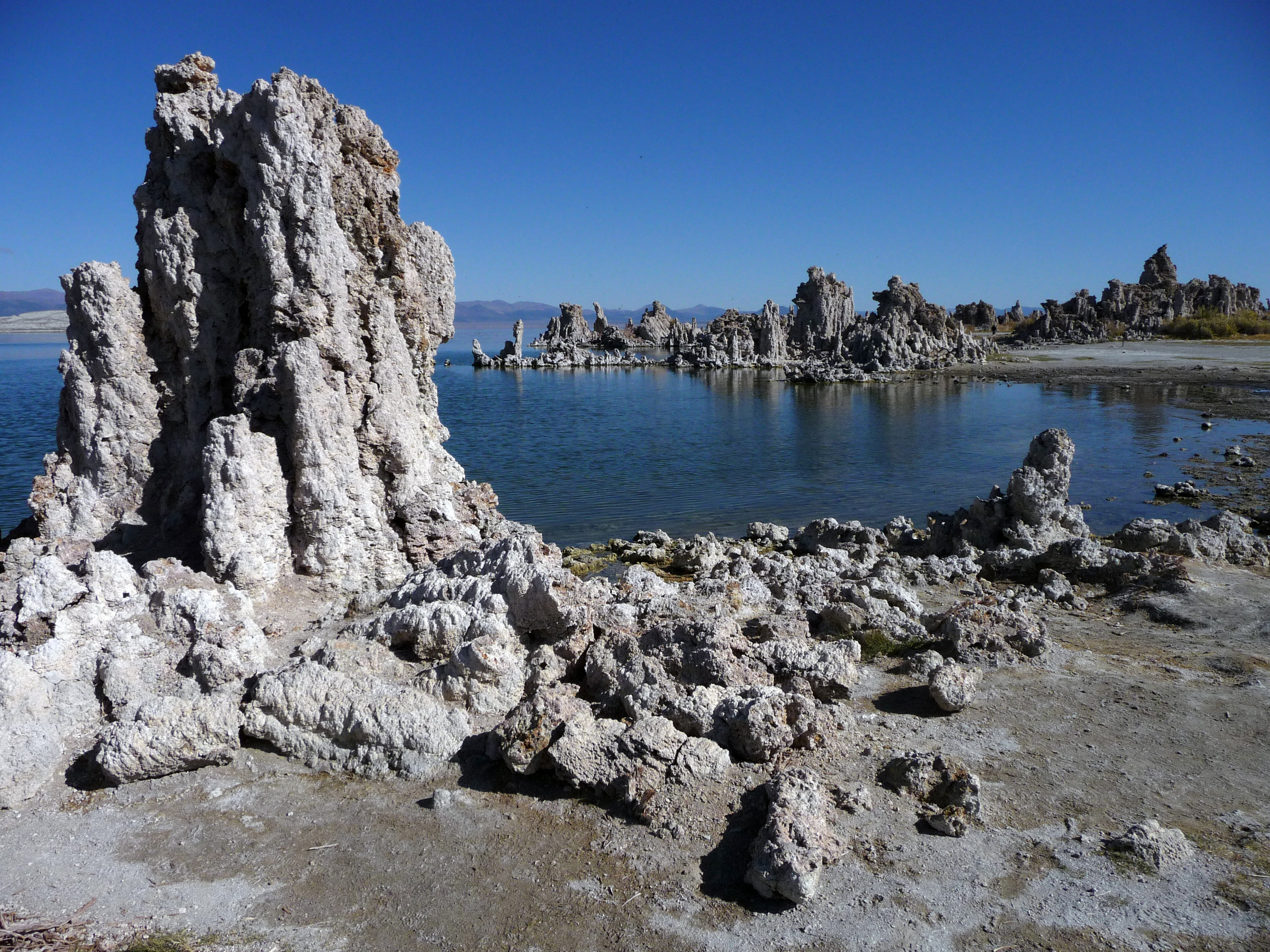
Tufa-bildningar längs Mono Lakes strand.

När forskarna lade till radioaktivt märkt arsenat till lösningen för att spåra dess utbredning fann de att arsenik fanns i de cellulära delar som innehöll bakteriernas proteiner, lipider och metaboliter såsom ATP, såväl som dess DNA och RNA.
Arsenatestrar, till exempel de som skulle finnas i arsenat-DNA, förväntas vanligtvis vara flera tiopotenser mindre stabila mot hydrolys än motsvarande fosfatestrar. Upphovsmännen spekulerade i att bakterierna kan stabilisera arsenatestrar till en viss nivå genom att använda poly-β-hydroxibutyrat (som har uppmätts i förhöjda halter i vakuoler i de besläktade släktet halomonas) för att minska den kemiska aktiviteten på vattnet.

## Kritik
Steven A. Benner har uttryckt tvivel över att arsenat har ersatt fosfat i denna organisms DNA. Han föreslog att spårföroreningarna i odlingsmediet som användes av Wolfe-Simon i hennes labb-kulturer är tillräckliga för att ge den fosfor som krävs för cellernas DNA. Han tror att det är sannolikare att arseniken används någon annanstans i cellerna.

## Innebörd
Detta är den första livsform man känner till som kan växa i miljöer med lite eller ingen fosfor. Mono Lake innehåller en av de största koncentrationer av arsenik på jorden (200 μM). För att testa sin teori om att mikrober kan använda denna arsenik i stället för fosfor tog Wolfe-Simon tester från sjön och försökte odla dem med mycket arsenik och ingen tillagd fosfor. Hon fann att de kunde växa och fortplanta sig under dessa förhållanden, och utöka cellkoncentrationen tjugo gånger på sex dagar. Denna tillväxt var bara något långsammare än när de odlades under normalare förhållanden med fosfor. Under tillväxtförhållanden med arsenik kunde cellera nå 0,19% arsenik genom torrvikt snarare än 0,001% i kontrollerna. Om deras förslag är korrekt att bakterien GFAJ-1 använder arsenat i sitt DNA och andra biomolekyler, så måste de ha funnit ett sätt att stabilisera arsenat eller på annat sätt arbeta sig runt detta problem. Wolfe-Simon spekulerar i att stabiliteten kan uppnås delvis genom att isolera vissa arsenatinnehållande molekyler i stora vakuola fack rika på poly-β-hydroxibutyrat som GFAJ-1 framställer när den odlas i arsenik men inte när den odlas i fosfor.
Upptäckten av mikroorganismen som kan använda arsenik för att bygga sina cellulära komponenter kan ha betydelse för astrobiologin. Vissa astrobiologer spekulerar i att detta kunde betyda att liv kan formas utan att stora mängder fosfor finns tillgängligt, och att det därigenom skulle öka sannolikheten för att hitta liv någon annanstans i universum. Upptäckten ger tyngd åt teorin att liv på andra planeter kan ha en annan kemisk uppbyggnad och kan hjälpa till vid sökandet för utomjordiskt liv. Det har även spekulerats i att användandet av arsenik istället för fosfor på jorden kan gå tillbaka till livets ursprung, som kan ha uppstått i arsenikrika miljöer med hydrotermiska öppningar.